# 諏訪盛経
諏訪 盛経（すわ もりつね）は、鎌倉時代中期の武士。北条氏得宗家被官である御内人。文永3年（1266年）以前には出家していたと推定され、法名は真性（しんしょう）。
史料における初見は、建長3年（1251年）、藤原頼嗣の祖母が死去した折、北条時頼の使者として上洛したという『吾妻鏡』の記載である。同5年(1253年)正月の御成始の馬引き
、同8年(1256年)正月の御成始の馬引きを務める。文永3年（1266年）には宗尊親王将軍の解任と京への送還に先立って、急使として上洛している。
佐藤業連、平頼綱らと共に被官として政務の中枢に携わった人物であり、『建治三年記』には寄合衆としての活動が記載されている。